# İhsan Aksoy
İhsan Aksoy (* 1944 in Ağrı; † 24. Oktober 2017 in Darmstadt) war ein in Deutschland lebender türkisch- und kurdischsprachiger Autor. Er war zudem in den 1970er Jahren in der Türkei als Verleger und Herausgeber einer Zeitung tätig.
Erste literarische Arbeiten entstanden um 1966. Es handelte sich um kürzere Beiträge wie Lyrik, Geschichten und Publizistik, die in türkischen Zeitungen, zum Teil auch in türkisch-kurdischen, veröffentlicht wurden. Seine Verlegertätigkeit begann er 1977 an der Zeitung Demokrası, an der er auch redaktionell mitarbeitete. Auch war er Verlagsleiter des Perkanin.
1980 wanderte Aksoy nach Deutschland aus. Seither veröffentlicht er Romane und kürzere Erzählungen, sowohl auf Kurdisch als auch in türkischer Sprache. In das Deutsche übersetzt erschien sein Roman Das Lied des Kurden (1994).

## Werke
- Das Lied des Kurden, Roman, Hildesheim: Internationales Kulturwerk, 1994, ISBN 978-3-910069-44-2.